# Colart de Laon
Colart de Laon, né vers 1355 à Laon et mort le 6 avril 1417 à Paris, est un peintre français.
Rattaché au gothique international et documenté à Paris entre 1377 et 1411, il est actif durant le règne de Charles VI.

## Biographie
Après avoir travaillé pour le duc de Bourgogne Philippe le Hardi, Colart de Laon entre au service des ducs d'Orléans, devenant peintre et valet de chambre de Louis Ier en 1391, puis de son fils Charles Ier en 1407. Comme la plupart des peintres de l’époque, il réalise essentiellement des œuvres éphémères : écus, bannières, dais, entrées triomphales, travaux pour des tournois… Il est également l'auteur de tableaux disparus, tels une Crucifixion pour la chapelle des Orléans au couvent des Célestins de Paris (en 1396), un grand retable commandé par Gui VI de La Trémoille pour la cathédrale de Chartres (payé en 1396) et le premier retable du Parlement de Paris (en 1406). Il laisse à sa mort une maison rue Saint-Denis à Paris.

## Œuvres
Son style diffère de l’art bourguignon — le ciel étoilé, par exemple, est peint en bleu et non entièrement doré — comme de l'art flamand par l'absence de détails réalistes. Les figures y sont stylisées et élégantes, dans le plus pur style parisien.
Plusieurs œuvres lui sont attribuées :
- fin du XIVe siècle : Le Jugement dernier et La Résurrection, rosaces peintes, Soissons, abbaye Saint-Jean-des-Vignes, réfectoire[3] :
- vers 1407 : Prière au Jardin des Oliviers, où figure le donateur Louis Ier d'Orléans, bois de chêne, 47 × 33,5 cm, Madrid, musée du Prado[4] ;
- vers 1410 : Ange de l'Annonciation, bois de chêne, 93 × 101 cm, musée d'Art et d'Archéologie de Laon[5].

Œuvres attribuées à Colart de Laon
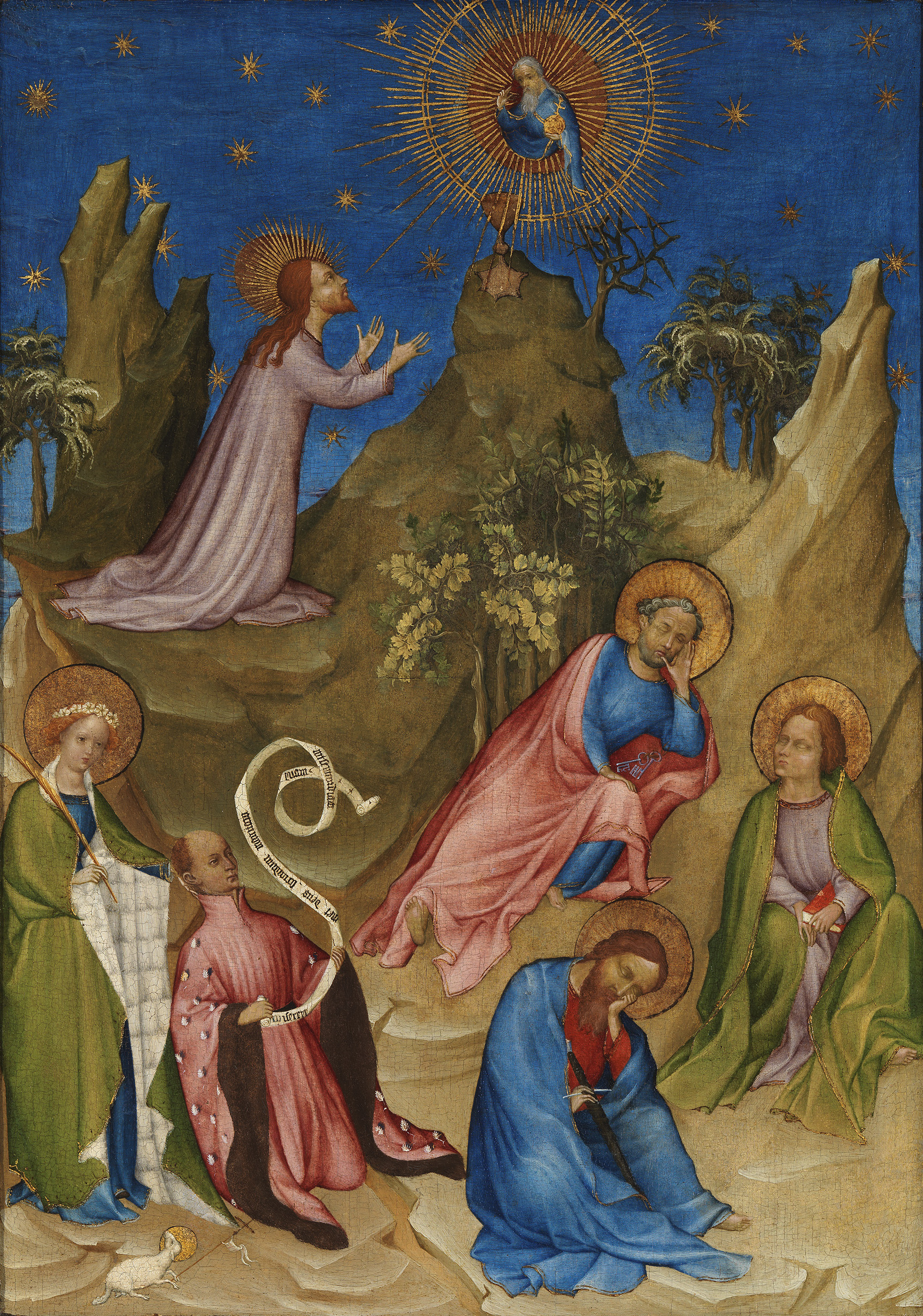
Prière au Jardin des Oliviers, vers 1407, Madrid, musée du Prado.
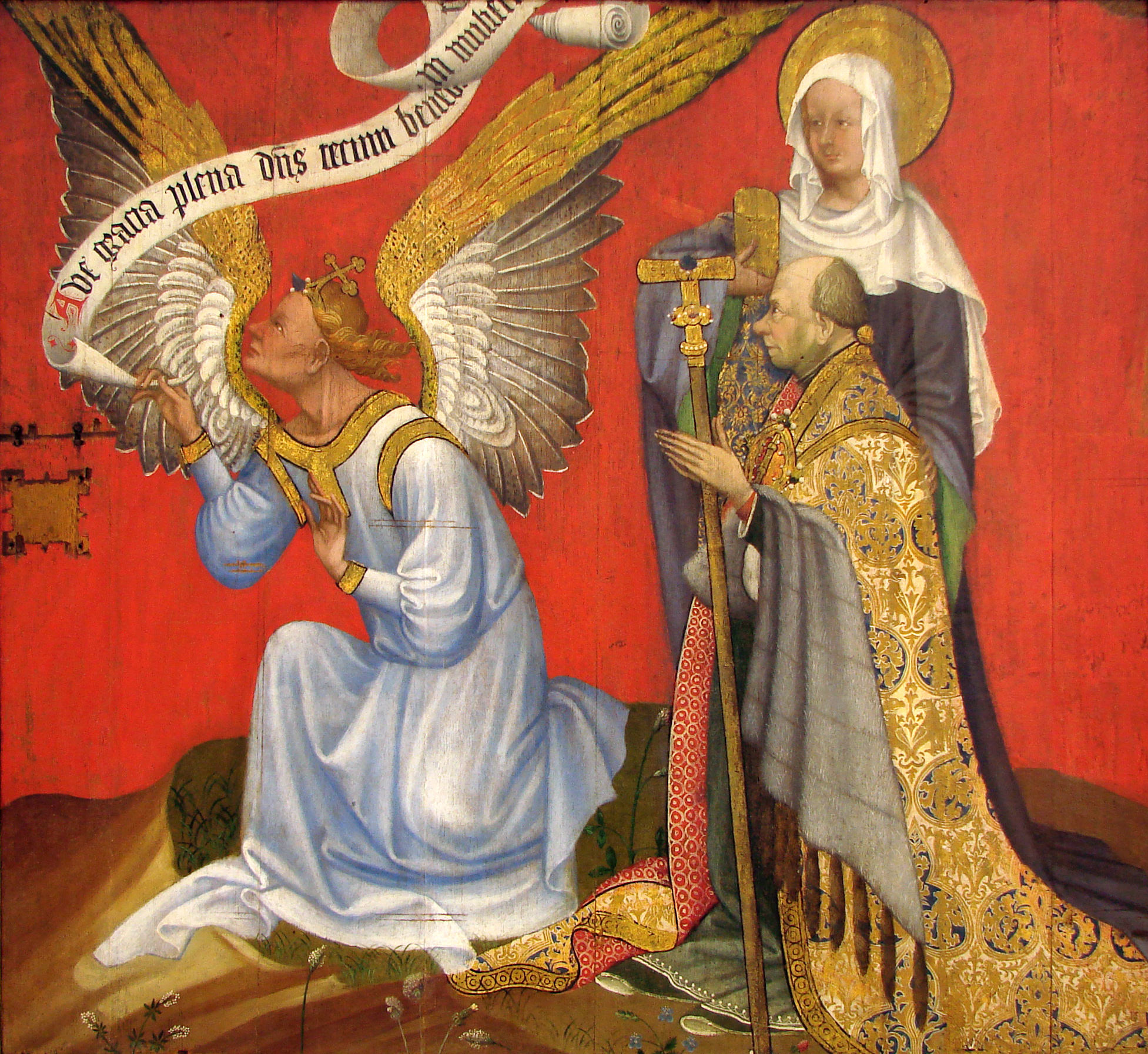
Ange de l'Annonciation, vers 1410, musée d'Art et d'Archéologie de Laon.